# Všekary
Všekary település Csehországban, a Domažlicei járásban. Všekary Honezovice, Čečovice, Štichov, Kvíčovice, Neuměř és Holýšov településekkel határos. Lakosainak száma 103 fő (2024. január 1.).

## Népesség
A település lakosságának változását az alábbi diagram mutatja:
| Lakosok száma | 242  | 335  | 333  | 192  | 132  | 109  | 110  | 105  | 104  | 103  |
|               | 1869 | 1900 | 1921 | 1961 | 1980 | 2011 | 2016 | 2019 | 2021 | 2024 |